# 杜挚 (三国)
杜挚（?—?），字德鲁，三国曹魏官员、诗文作家、辞赋家，河东郡闻喜县（今山西省闻喜县）人。

## 生平
杜挚年辈似在曹丕、曹植之间，大约生于190年左右。杜挚于魏明帝太和初年出仕，担任司徒军谋吏。后举孝廉，转任郎中，转补校书郎，不久去世。杜挚怀才不遇，仕途落拓。曾写诗给毌丘俭，连用十多个典故，诉说自己沉沦下僚，壮志未伸的苦闷。杜挚有文名，所著《笳赋》等流传颇广。原有文集《魏校书郎杜挚集》二卷，《隋书·经籍志》集部、《通志·艺文略》著录。《旧唐书·经籍志》丁部著录为《杜挚集》一卷。约南宋末年已佚。《全上古三代秦汉三国六朝文》保存他的赋一篇。《先秦汉魏晋南北朝诗》保存他的诗二首。
赠毌丘俭诗：
骐骥马不试，婆娑槽枥间。壮士志未伸，坎坷多辛酸。伊挚为媵臣，吕望身操竿。夷吾困商贩，甯戚对牛叹。食其处监门，淮阴饥不餐。买臣老负薪，妻畔呼不还。释之宦十年，位不增故官。才非八子伦，而与齐其患。无知不在此，袁盎未有言。被此笃病久，荣卫动不安，闻有韩众药，信来给一丸。
毌丘俭答诗：
凤鸟翔京邑，哀鸣有所思。才为圣世出，德音何不怡！八子未遭遇，今者遭明时。胡康出垄亩，杨伟无根基，飞腾冲云天，奋迅协光熙。骏骥骨法异，伯乐观知之，但当养羽翮，鸿举必有期。体无纤微疾，安用问良医？联翩轻栖集，还为燕雀嗤。韩众药虽良，或更不能治。悠悠千里情，薄言答嘉诗。信心感诸中，中实不在辞。